# Таштюбе
Таштюбе (баш. Таштүбә) — деревня в Ташлинском сельсовете Альшеевского района Республики Башкортостан России. Живут башкиры (2002).

## География
Расположена на р. Ташлынка (приток р. Тюлянь).

### Географическое положение
Расстояние до:
- районного центра (Раевский): 20 км,
- центра сельсовета (Ташлы): 3 км,
- ближайшей железнодорожной станции (Раевка): 20 км.

## История
Основана в конце 1920-х гг. в Белебеевском уезде жителями д. Ташлы того же уезда.
Название от таш ‘каменистый’ и түбә ‘холм’

## Население
| 2002 | 2009 | 2010 |
| ---- | ---- | ---- |
| 203  | ↗214 | ↘191 |

Историческая численность населения: в 1939—189 чел.; 1959—194; 1989—209; 2002—203; 2010—191.
Национальный состав
Согласно переписи 2002 года, преобладающая национальность — башкиры (100 %).

## Инфраструктура
фельдшерско-акушерский пункт, клуб.